# حزب کمونیست نیجریه و کامرون
حزب کمونیست نیجریه و کامرون (به انگلیسی: Communist Party of Nigeria and the Cameroons) یک گروه سیاسی کمونیستی بود که در سال ۱۹۵۱ در ایبادان در نیجریه تأسیس شد. دربارهٔ این حزب اطلاعات کمی وجود دارد و شاید تنها سند در رابطه با وجود این حزب نامه‌ای باشد که به امضای ساموئل آلامو و او. او گبولاهان خطاب به حزب کمونیست بریتانیای کبیر نوشته و ارسال شده‌است.